# TNP2
Переходный ядерный белок сперматид номер два (Transition nuclear protein 2, TNP2) - это белок, который у людей кодируется геном TNP2.

## Обзор
TNP2 вовлечен в конденсацию хроматина во время сперматогенеза. Это ключевой компонент процесса созревания сперматозоида, поскольку изменение хроматина влияет на общую структуру и функцию сперматозоида. Без этого белка процесс сперматогенеза может быть нарушен, что в конечном итоге может привести к бесплодию.

## Функции
TNP2 связывается с ДНК и обеспечивает переход от протаминов к гистонам. Протамин - это маленький, аргинин-богатый белок, который заменяет гистоны в сперматозоидах и играет важную роль в упаковке ДНК. Гистоны - это семейство белков, которые помогают упаковывать ДНК в компактную форму, известную как хроматин.

## Клиническое значение
Мутации в гене TNP2 могут вызвать проблемы со сперматогенезом и привести к бесплодию у мужчин. Исследования показали, что отсутствие TNP2 может привести к аномалиям в структуре сперматозоидов и снижению их способности к оплодотворению. По этой причине TNP2 может быть потенциальной целью для разработки новых терапевтических стратегий в области мужского бесплодия.

## Дополнительное исследование
Несмотря на наличие значительных данных о функции TNP2, все еще многое остается неизвестным. Необходимы дополнительные исследования, чтобы точнее определить механизм действия этого белка и его взаимодействие с другими компонентами сперматогенеза. Это может привести к разработке новых и более эффективных способов лечения бесплодия.